# Hydropionea
Hydropionea is een geslacht van vlinders van de familie van de grasmotten (Crambidae), uit de onderfamilie van de Glaphyriinae. De wetenschappelijke naam en de beschrijving van dit geslacht werden voor het eerst in 1917 gepubliceerd door George Francis Hampson. 

## Soorten
- Hydropionea barnesalis (Dyar, 1923)
- Hydropionea brevicans (Dyar, 1923)
- Hydropionea dentata (Druce, 1895)
- Hydropionea fenestralis (Barnes & McDunnough, 1914)
- Hydropionea lavinia (Schaus, 1912)
- Hydropionea melliculalis (Lederer, 1863)
- Hydropionea oblectalis (Hulst, 1886)
- Hydropionea protopennis (Dyar, 1923)
- Hydropionea pseudopis (Dyar, 1914)
- Hydropionea rufalis (Hampson, 1917)
- Hydropionea rusina (Druce, 1895)
- Hydropionea schausalis (Dyar, 1923)
- Hydropionea sufflexale (Dyar, 1914)